# ICESat
ICESat (Ice, Cloud and Land Elevation Satellite), Teil des NASA-Erdbeobachtungssystems, ist der Name einer Satellitenmission zur Ermittlung von Eispanzerdicken, deren Veränderung, der Messung von Höhenprofilen von Wolken und Aerosolen sowie der Höhe der Vegetation und der Meereisdicke. Das wichtigste Instrument an Bord war das Geoscience Laser Altimeter System (GLAS), das vom Goddard Space Flight Center entwickelt wurde.

## Missionsverlauf
ICESat wurde am 13. Januar 2003 mittels einer Boeing Delta-II-Rakete von der Vandenberg Air Force Base in Kalifornien auf eine nahezu kreisförmige Bahn geschossen, die die beiden Polregionen überspannt. Die Höhe der Bahn lag nach dem Start bei 600 km.
Die ersten Messungen wurden am 20. Februar 2003 durchgeführt. Schon am 29. März versagte der erste der drei Laser, so dass die Einsatzzeiten umgeplant werden mussten. In den nächsten Jahren wurden 15 Messkampagnen durchgeführt, bis am 11. Oktober 2009 der letzte Laser versagte. Die Bemühungen, ihn wieder zu aktivieren, wurden im Februar 2010 eingestellt.
Zwischen dem 23. Juni und dem 14. Juli verringerte die NASA die Bahnhöhe des Satelliten schrittweise auf 200 km, um die Lebensdauer zu verringern. Am 14. August 2010 wurden alle Systeme abgeschaltet, nachdem auch der restliche Treibstoff verbraucht worden war. Am 30. August trat ICESat in die Atmosphäre ein und verglühte größtenteils. Einige Trümmer stürzten gegen 09:00 UTC in die Barentssee.

## Übergangslösung und Nachfolger
Das Nachfolgemodell ICESat-2 wurde am 15. September 2018 gestartet. Im Gegensatz zu ICESat kommen dabei mehrere Laser gleichzeitig zum Einsatz, damit Geländeformen schon während eines einzigen Umlaufs erkannt werden können. In der Übergangszeit wird die Datenerfassung vorübergehend durch die Operation IceBridge geleistet.